# مادام یس
مادام یس یکی از بازی‌های چندنفره از بازی‌های کودکان بود که امروزه منسوخ شده است.
در این بازی، یکی از بازیکن‌ها «مادام» می‌شود. بقیهٔ کودکان پشت یک خط می‌ایستند. هدف بازی این است که بازیکنان مسافتی را طی کنند تا به نقطه‌ای که از آنها چند متری جلوتر است برسند. اولین نفری که به مقصد برسد برنده‌است. برای طی این مسافت باید مدل قدمها و تعداد آنها برای هر بازیکن را مادام تعیین کند. مثلا ۲ قدم فیلی، ۴ قدم خرگوشی، ۱۰ قدم مورچه‌ای. چیزی که مهم است این است که هر بازیکن بعد از شنیدن فرمان مادام دربارهٔ چگونگی و تعداد قدمهایی که باید بردارد، باید از مادام اجازه بگیرد و بگوید «مادام؟» و مادام جواب دهد «یس» (به معنی بله). اگر بازیکن فراموش کند اجازه بگیرد باید دوباره به خط شروع باز گردد.